# Liste de journaux en Bosnie-Herzégovine
Cet article présente une liste non exhaustive de journaux en Bosnie-Herzégovine :
- BH Dani
- Dnevni Avaz
- Nezavisne novine
- Oslobođenje
- Ljiljan
- Slobodna Bosna
- Vip
- Dnevni list
- Jutarnje Novine
- Novi Plamen